# Doxwise dagbog
Doxwise dagbog er en dansk dokumentarfilm fra 2008, der er instrueret af Michael Noer.

## Handling
Denne artikel mangler et handlingsreferat. Hjælp os med at skrive det.